# Clivia
Clivia Lindl. è un genere di piante monocotiledoni della famiglia delle Amarillidacee, originarie dell'Africa australe.

## Etimologia
Il nome del genere è un omaggio a lady Charlotte Florentine Clive, duchessa di Northumberland.

## Biologia
La maggior parte delle specie del genere Clivia si riproduce per impollinazione ornitogama; fa eccezione C. miniata per la quale è stata documentata una modalità di impollinazione entomogama.

## Tassonomia
Il genere comprende le seguenti specie:
- Clivia caulescens R.A.Dyer
- Clivia gardenii Hook.
- Clivia miniata (Lindl.) Bosse
- Clivia mirabilis Rourke
- Clivia × nimbicola Swanev., Truter & A.E.van Wyk
- Clivia nobilis Lindl.
- Clivia robusta B.G.Murray & al.